# Liste de films avec ouvertures
 (mai 2025).

Cet article est une liste chronologique partielle de films qui comprennent une ouverture musicale au début, sur un écran vide ou des images fixes. Ne sont pas inclus les films dans lesquels une ouverture est utilisée pour présenter le générique, ou les scènes soulignées qui font déjà partie de l'intrigue. Souvent, mais pas nécessairement, ces films comprennent également un entracte, suivi d'une musique de sortie (après le générique).
Cette liste documente l'essor et le déclin de la pratique de l'ouverture (en anglais Overture ou <i>Roadshow</i>) au cours de l'histoire du cinéma.
Les ouvertures étaient populaires dans les comédies musicales hollywoodiennes des années 1950 et 1960 (en particulier celles de Rodgers et Hammerstein), mais sont devenues moins courantes depuis. Dans de nombreux cas, ces ouvertures ont été coupées des versions télévisées et vidéo et ne peuvent être trouvées que sur des versions DVD, Blu-ray et Ultra HD Blu-ray « restaurées », voire pas du tout.

## L'ère de «l'âge d'or»
- Don Juan (1926)
- Wings (1927)
- Le chanteur de Jazz (The Jazz Singer) (1927)
- Warming Up (1928)
- Noah's Ark (1928)
- The Desert Song (1929)
- Show Boat (1929)
- Hollywood chante et danse (The Hollywood Revue of 1929) (1929)
- Gold Diggers of Broadway (1929)
- Paris (1929)
- Sally (1929)
- The Show of Shows (1929)
- Hell's Angels (1930)
- No, No Nanette (1930)
- Mammy (1930)
- Nuits viennoises (Viennese Nights) (1930)
- One Hour with You (1932)
- King Kong (1933)
- A Midsummer Night's Dream (1935)
- Le Grand Ziegfeld (The Great Ziegfeld) (1936)
- Marie Antoinette (1938)
- Autant en emporte le vent (Gone with the Wind) (1939)
- Citizen Kane (1941)
- For Whom the Bell Tolls (1943)
- This Is the Army (1943)
- La jeunesse s'amuse (Best Foot Forward) (1943)
- The Song of Bernadette (1943)
- Depuis ton départ (Since You Went Away) (1944)
- Spellbound (1945)
- State Fair (1945)
- Duel in the Sun (1946)
- Samson and Delilah (1949)

## Années 1950 et 1960
- Quo Vadis (1951)
- Place au Cinérama (This Is Cinerama) (1952)
- Jules César (Julius Caesar) (1953)
- Comment épouser un millionnaire (How to Marry a Millionaire) (1953)
- Une étoile est née (A Star Is Born) (1954)
- La Fontaine des amours (Three Coins in the Fountain) (1954)
- Cinerama Holiday (1955)
- À l’est d’Éden (East of Eden) (1955)
- Oklahoma! (1955)
- Hélène de Troie (Helen of Troy) (1956)
- Seven Wonders of the World (1956)
- Le Roi et moi (The King and I) (1956)
- Haute Société (High Society) (1956)
- Les Dix Commandements (The Ten Commandments) (1956)
- Le Tour du Monde en quatre-vingts jours (Around the World in Eighty Days) (1956)
- Une Île au Soleil (Island in the Sun) (1957)
- Search for Paradise (1957)
- L'Arbre de vie (Raintree County) (1957)
- Pacifique sud (South Pacific) (1958)
- Windjammer (1958)
- South Seas Adventure (1958)
- Le Journal d'Anne Frank (The Diary of Anne Frank) (1959)
- Porgy and Bess (1959)
- La mort aux trousses (North by Northwest) (1959)
- Ben-Hur (1959)
- Scent of Mystery (1960)
- Can-Can (1960)
- Spartacus (1960)
- Alamo (The Alamo) (1960)
- Le Roi des rois (King of Kings) (1961)
- West Side Story (1961)
- Le Cid (El Cid) (1961)
- Jugement à Nuremberg (Judgment at Nuremberg) (1961)
- Les Amours enchantées (The Wonderful World of the Brothers Grimm) (1962)
- Le Jour le plus long (The Longest Day) (1962)
- La Conquête de l'Ouest (How The West Was Won) (1962) (avec des chœurs)
- Les Révoltés du Bounty (Mutiny on the Bounty) (1962)
- La Plus Belle Fille du monde (Billy Rose's Jumbo) (1962)
- Lawrence d'Arabie (Lawrence of Arabia) (1962)
- Mediterranean Holiday (1962)
- Les 55 Jours de Pékin (55 Days at Peking) (1963)
- Cléopâtre (Cleopatra) (1963)
- Un monde fou, fou, fou, fou (It's a Mad, Mad, Mad, Mad World) (1963)
- The Best of Cinerama (1963)
- La Chute de l'Empire romain (The Fall of the Roman Empire) (1964)
- La Reine du Colorado (The Unsinkable Molly Brown) (1964)
- Les Cheyennes (Cheyenne Autumn) (1964)
- My Fair Lady (1964)
- La Plus Grande Histoire jamais contée (The Greatest Story Ever Told) (1965)
- La Mélodie du Bonheur (The Sound of Music) (1965)
- Sur la piste de la grande caravane (The Hallelujah Trail) (1965)
- La Grande Course autour du monde (The Great Race) (1965) (avec un chœur)
- Ces merveilleux fous volant dans leurs drôles de machines (Those Magnificent Men in Their Flying Machines) (1965)
- L'Extase et l'Agonie (The Agony and the Ecstasy) (1965)
- La Bataille des Ardennes (Battle of the Bulge) (1965)
- Docteur Jivago (Doctor Zhivago) (1965)
- Cinerama's Russian Adventure (1966)
- Khartoum (1966)
- Hawaï (Hawaii) (1966)
- Paris brûle-t-il ? (1966)
- La Canonnière du Yang-Tsé (The Sand Pebbles) (1966)
- Grand Prix (1966)
- Ulysses (1967)
- Millie (Thoroughly Modern Millie) (1967)
- Le Plus Heureux des milliardaires (The Happiest Millionaire) (1967)
- Loin de la foule déchaînée (Far from the Madding Crowd) (1967)
- Camelot (1967)
- Custer, l'homme de l'ouest (Custer of the West) (1967)
- L'Extravagant Docteur Dolittle (Doctor Dolittle) (1967)
- 2001, l’Odyssée de l'espace (2001: A Space Odyssey) (1968)
- Star! (1968)
- Funny Girl (1968)
- Oliver! (1968)
- La Vallée du bonheur (Finian’s Rainbow) (1968)
- Destination Zebra, station polaire (Ice Station Zebra) (1968)
- Le Lion en hiver (The Lion in Winter) (1968)
- Les Souliers de saint Pierre (The Shoes of the Fisherman) (1968)
- Chitty Chitty Bang Bang (1968)
- Krakatoa à l'est de Java (Krakatoa, East of Java) (1968)
- Sweet Charity (1969)
- Goodbye, Mr. Chips (1969)
- Darling Lili (1970)
- Song of Norway (1970)
- Scrooge (1970)
- La Fille de Ryan (Ryan's Daughter) (1970)

## Après 1970
- Deux Hommes dans l'Ouest (Wild Rovers) (1971)
- Mary Stuart, reine d’Écosse (Mary, Queen of Scots) (1971)
- Les Cowboys (The Cowboys) (1972)
- Les griffes du Lion (Young Winston) (1972)
- 1776 (1972)
- L'Homme de la Manche (Man of La Mancha) (1972)
- Jeremiah Johnson (1972)
- Tom Sawyer (1973)
- Il était une fois à Hollywood (That's Entertainment!) (1974)
- Huckleberry Finn (1974)
- Le Parrain, 2e partie (The Godfather Part II) (1974)
- Barry Lyndon (1975)
- Hollywood, Hollywood (That's Entertainment, Part II) (1976)
- Star Trek, le film (Star Trek: The Motion Picture) (1979)
- Le Trou noir (The Black Hole) (1979)
- La Porte du Paradis (Heaven's Gate) (1980)
- Reds (1981)
- L'Étoffe des héros (The Right Stuff (film)) (1983)
- Greystoke, la légende de Tarzan (Greystoke: The Legend of Tarzan, Lord of the Apes) (1984)
- Dune (1984)
- L'étrange Noël de monsieur Jack (The Nightmare Before Christmas) (1993)
- That's Entertainment! III (1994)
- Space Jam (1996)
- Dancer in the Dark (2000)
- Kingdom of Heaven (2005)
- Tron: Legacy (2010)
- Melancholia (2011)
- Anna Karénine (Anna Karenina) (2012)
- Whiplash (2014)
- Les Huit Salopards (The Hateful Eight) (2015)
- La Belle et la Bête (Beauty and the Beast) (2017)
- La Zone d’intérêt (The Zone of Interest) (2023)
- The Brutalist (2024)

## Sources
1. ↑  (en) Bernhard, « The Nearly Extinct Movie Tradition Filmmakers Should Bring Back », The Atlantic, 12 octobre 2018 (consulté le 20 octobre 2022)